# Idrissa Camará
Idrissa Camará (1992. július 20. –) válogatott bissau-guineai labdarúgó, csatár, jelenleg az US Avellino 1912 játékosa.

## Pályafutása
Camará 1992-ben született Bissau-Guineában. Pályafutását a szenegáli Étoile Lusitana akadémiáján kezdte, ahonnan 2011-ben Portugáliába igazolt. Egy szezon után leigazolta őt a belga SC Visé csapata, ahonnan két év után Olaszországba, a SSD Correggese Calcio 1948 együttesébe szegődött. Camará 2016 óta az US Avellino 1912 játékosa.

## Válogatott
Idrissa Camará tagja volt a 2017-es afrikai nemzetek kupájára kvalifikált bissau-guineai válogatott keretének.